# Conte of Florence
Conte of Florence è un'azienda italiana di abbigliamento uomo e donna, fondata a Firenze nel 1952.

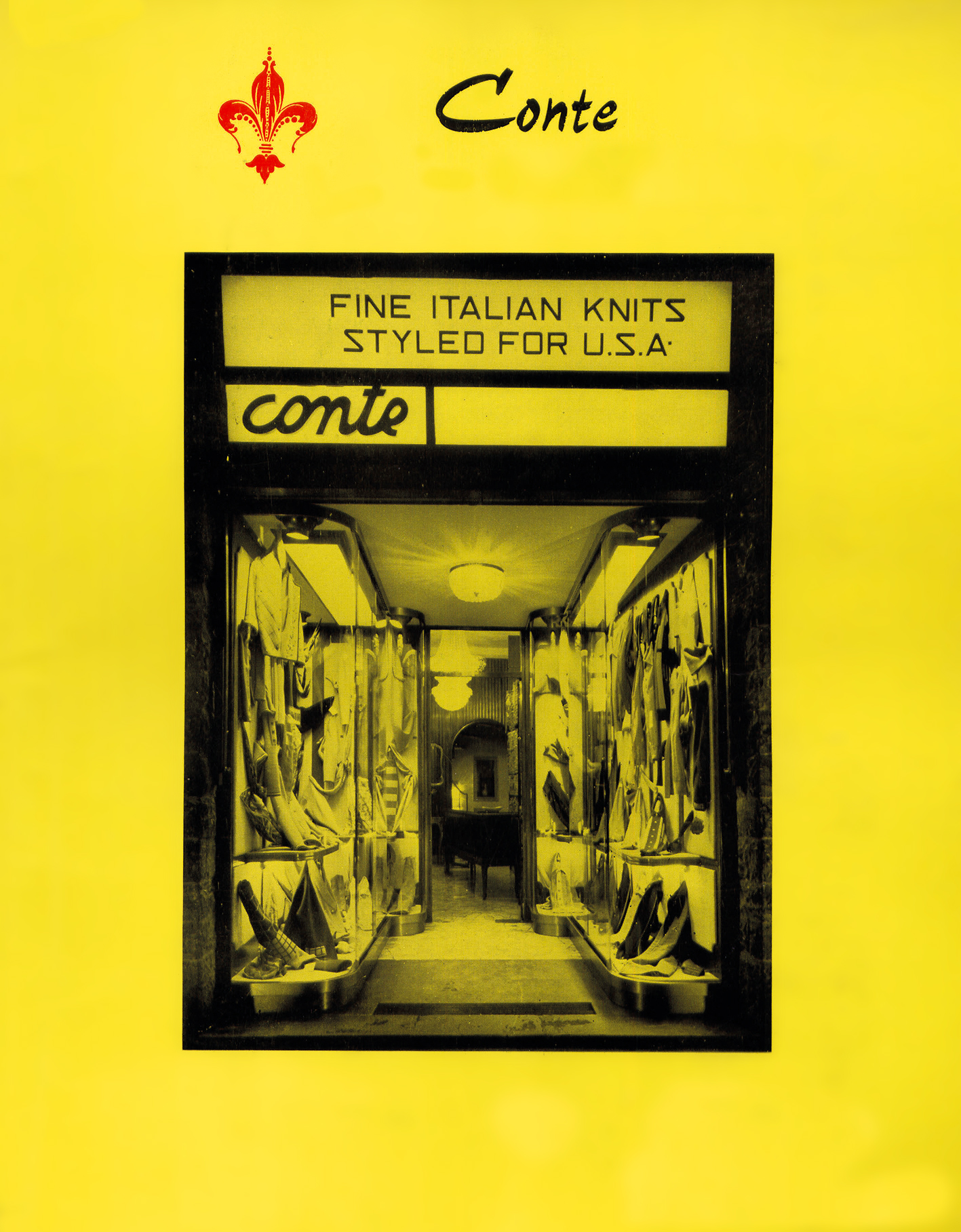
Primo negozio Con.T.E.

Il marchio era gestito dalla Conte of Florence Distribution Spa, un'azienda di Altopascio in provincia di Lucca. Nel 2018, l'azienda è stata dichiarata fallita dal Tribunale di Lucca. La società titolare del marchio ha però firmato un contratto con un gruppo sudcoreano: la produzione è continuata e la procedura di esercizio provvisorio è in corso. 

## Storia
Nel 1952 viene aperto a Firenze un primo piccolo negozio con insegna "Con.T.E." (Acronimo di "Confezione Tessuti Esclusivi") che propone creazioni per signora realizzate a mano da alcune sarte fiorentine. Con il passare del tempo però, e con l'aumento della clientela, il negozio cede il posto all’azienda la cui insegna sarà trasformata in Conte of Florence.
Nel novembre del 2017 l'azienda è stata ammessa dal tribunale di Lucca alla procedura di concordato con riserva. Nel maggio 2018, la Conte of Florence Distribution Spa viene dichiarata fallita dal Tribunale di Lucca. Nello stesso periodo, però, la società titolare del marchio toscano Conte of Florence, ha firmato - dopo una trattativa iniziata nel 2017 - un contratto di licenza quinquennale relativo ad abbigliamento, calzature, borse e pelletteria con Shinsegae, gruppo sudcoreano di grandi magazzini in franchising. La produzione è quindi proseguita, e la procedura di esercizio provvisorio è in corso.

## Logo
Negli anni '60, quando l’azienda inizia ad affacciarsi sul mercato internazionale, al nome si affianca un logo riconoscibile composto dalla C di Conte ed arricchito dal giglio, emblema del capoluogo toscano. Per rafforzare ulteriormente l’appartenenza al mondo fiorentino, il logo viene tinto di rosso: il colore della vittoria del 1266 dei Guelfi sui Ghibellini, due storiche fazioni opposte nella politica italiana dal XII al XIV secolo. Successivamente, alla C gigliata ed alla dicitura “Conte of Florence” viene affiancata la scritta Italia, in onore allo stile ed al design italiano.

## Sport
L’avvicinamento di Conte of Florence al mondo dello sport invernale avviene ufficialmente il 18 dicembre 1974 quando viene depositato il primo brevetto Conte of Florence, un cappello imbottito in vera piuma d'oca con paraorecchie.
Sempre negli anni '70 Conte of Florence diventa sponsor ufficiale della Nazionale Italiana di Sci.
Proprio da quest’esperienza viene creato l'Happy Head, un casco urto-assorbente realizzato in gomma che permette ai campioni di sci di affrontare con maggiore sicurezza le traiettorie più vicine ai paletti dello Slalom.
Il primo sciatore ad indossarlo in gara, Rok Petrovič, vince con un largo vantaggio il parallelo di Heavenly Valley, cambiando lo stile nello Slalom Gigante e contribuendo a far diventare Conte of Florence official sponsor di numerose squadre nazionali di sci alpino fra le quali: Russia, Francia, Svizzera, Germania, Slovenia, Norvegia, Austria, Svezia, Stati Uniti e Canada.
Conte of Florence si avvicina anche al mondo del golf prima firmando un contratto di sponsorizzazione con Costantino Rocca, poi diventando sponsor ufficiale di Italian Open 1997 di Golf.
Dal 1997 il marchii organizza ogni dicembre, tra gli Uffizi e Piazzale Michelangelo, il Ponte Vecchio Approach Championship, a cui prendono parte giocatori di fama mondiale come Bernhard Langer, Robert Karlsson, Marc Warren, Tom Lehman, juniores e dilettanti.
Sempre negli anni '90, Conte of Florence si conferma per alcuni anni sponsor tecnico ufficiale della Volvo Cup sancendo così l’ingresso ufficiale del brand anche nel mondo della vela.

## Curiosità

Il 26 agosto 1979, sulla cima della Marmolada, papa Giovanni Paolo II viene colto da una nevicata ed indossa un cappellino in piumino di Conte of Florence, tra quelli regalati ai bambini in occasione della visita papale.

Grazie alla collaborazione con la Federazione Italiana di Sci e ad un fortissimo appoggio ricevuto dai consumatori tramite l’acquisto dei capi distinti dal cartellino Ecoski, negli anni '90 Conte of Florence dona alle più importanti stazioni sciistiche migliaia di abeti da piantare. L'azienda si fa così ambasciatrice della campagna ecologica che punta al rimboschimento delle zone montane, disboscate a causa della realizzazione delle piste da sci.
Sempre negli anni 90 Conte of Florence sceglie come testimonial di punta Alberto Tomba, campione internazionale di sci alpino. Con questo brand Tomba vince tutte le competizioni sciistiche più importanti, Campionati Mondiali e Olimpiadi compresi, tanto da far diventare Conte of Florence una "azienda portafortuna" nel mondo dello sci.
Nel 2000 Conte of Florence crea appositamente per Hermann Maier, rinominato dai suoi fans “Herminator”, un cappello da baseball.
Nel 2014 Conte of Florence diventa Official Apparel Supplier del World Corporate Golf Challenge.
L’azienda collabora con molti circuiti amatoriali. Ne è un esempio il Land Rover Golf Challenge, torneo che tocca 14 fra i migliori Golf Club italiani e l’esclusivo circolo Ras Al Khaimah negli Emirati Arabi.